# Lithophylleae
Lithophylleae, tribus crvenih algi, dio potporodice Lithophylloideae, porodica Lithophyllaceae. Sastoji se od dva roda sa 137 vrsta
Tribus je opisan 1844. godine.

## Rodovi
1. Lithophyllum Philippi
2. Pseudolithophyllum Me.Lemoine